# Wilhelm Steinhausen

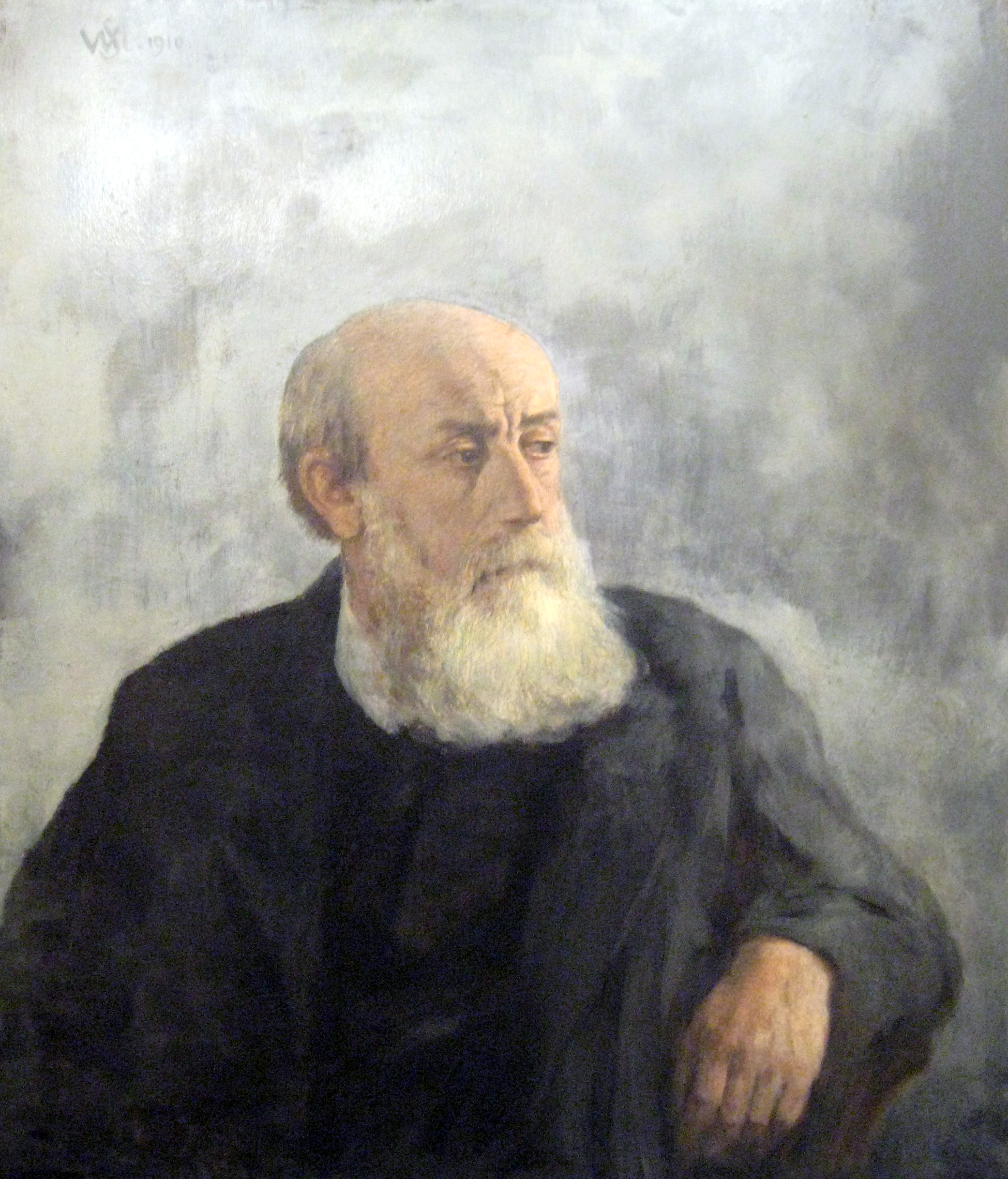
Wilhelm Steinhausen.

Wilhelm August Theodor Steinhausen, född den 2 februari 1846 i Sorau (provinsen Brandenburg), död den 5 januari 1924 i Frankfurt, var en tysk målare.
Steinhausen började 1863 sina konststudier vid akademien i Berlin, fortsatte dem i Karlsruhe, begav sig 1871 till Rom, var därefter bosatt i München och från 1876 i Frankfurt. Steinhausens bibliska bilder, tecknade eller målade, förskaffade honom benämningen "den siste nasarenen". Redan hans första religiösa kompositioner utmärks av fint stilsinne och innerlighet i känslouttrycket. Han utförde monumentalmålningar och stafflibilder, kartonger till glasmålning, akvareller, raderingar, teckningar, litografier, målade omfattande religiösa eller sagocykler, landskap och porträtt och försökte sig även som skulptör. Sitt första dekorativa verk utförde han 1876 i Frankfurt. Ett berömt namn som monumentalmålare vann han långt senare, huvudsakligen genom Den korsfäste, omgiven av pilgrimer och botfärdiga (fresk i missionshuset Sankt Theobaldi i Wernigerode, 1890), som följdes av Barmhärtighetens sju gärningar (cykel i Sankt Veit vid Wien, 1897), andra fresker i hospitalskyrkan i Stuttgart, i Kaiser Friedrich-gymnasium i Frankfurt (Jesu liknelser samt grupper av filosofer och skalder och bilder ur den klassiska hjältesagan, fullbordade 1905) och i Lukaskyrkan i Frankfurt (altarfresker, påbörjade 1912). Bland väggmålningar finns en cykel bilder ur Shakespeares En midsommarnattsdröm (1880). Hans stafflimålningar behandlade gärna bibliska ämnen, ofta ganska personligt uppfattade (Uppbrottet efter nattvarden, Vandringen till Emmaus, Marias vandring till Elisabet) eller sagomotiv (Döden och vandraren, Sagoprinsessan). Bland hans grafiska verk märks illustrationer till Brentanos dikter (1873, utkom först 20 år senare), bibelbilder, praktfulla litografier, ofta i ett par färgtoner. Steinhausen var professor i Frankfurt och teologie hedersdoktor vid universitetet i Halle.